# Adila
Adila es una localidad del municipio de Kohila en el condado de Rapla, Estonia, con una población censada a final del año 2011 de 33 habitantes. 
Se encuentra ubicada al norte del condado, cerca de la frontera con el condado de Harju.